# Jeonnam Dragons
Jeonnam Dragons FC é um clube sul-coreano de futebol, da cidade de Gwangyang.
Disputa a Primeira Divisão nacional, conhecida como K-League, do futebol sul-coreano. Teve como um de seus principais jogadores o ex-são paulino Sandro Hiroshi,  nacionalmente conhecido pelo fato de ter alterado a idade. Hoje em dia o grande ídolo do time e artilheiro é o também brasileiro Adriano Chuva.

## Títulos

### Internacionais
- Vice-campeonato da Copa Asiática dos Campeões de Copa: 1999

### Nacionais
- Vice-campeonato Sul-Coreano: 1997
- Copa da Coréia do Sul: 4 vezes (1997, 2006, 2007 e 2021)

## Rivalidade
Seu principal rival é o Jeonbuk Hyundai Motors, da cidade de Jeonju.

## Histórico

### Classificações
|      | I  | II | III | IV | V | Pts    | J  | V  | E  | D  | G.M. | G.S. | Diff. |
| 2009 | 6  |    |     |    |   | 42 pts | 28 | 11 | 9  | 8  | 41   | 39   | +2    |
| 2008 | 9  |    |     |    |   | 29 pts | 26 | 8  | 5  | 13 | 26   | 40   | -14   |
| 2007 | 10 |    |     |    |   | 30 pts | 26 | 7  | 9  | 10 | 24   | 27   | -3    |
| 2006 | 6  |    |     |    |   | 34 pts | 26 | 7  | 13 | 6  | 28   | 25   | +3    |
| 2005 | 11 |    |     |    |   | 27 pts | 24 | 7  | 6  | 11 | 23   | 29   | -6    |
| 2004 | 3  |    |     |    |   | 37 pts | 24 | 9  | 10 | 5  | 29   | 20   | +9    |
| 2003 | 4  |    |     |    |   | 71 pts | 44 | 17 | 20 | 7  | 65   | 48   | +17   |
| 2002 | 5  |    |     |    |   | 37 pts | 27 | 9  | 10 | 8  | 21   | 21   | 0     |
| 2001 | 8  |    |     |    |   | 28 pts | 27 | 6  | 10 | 11 | 28   | 33   | -5    |
| 2000 | 7  |    |     |    |   | 28 pts | 27 | 8  | 4  | 15 | 28   | 35   | -7    |
| 1999 | 3  |    |     |    |   | 38 pts | 27 | 9  | 3  | 5  | 43   | 38   | +5    |
| 1998 | 4  |    |     |    |   | 26 pts | 18 | 8  | 1  | 0  | 21   | 20   | +1    |
| 1997 | 2  |    |     |    |   | 36 pts | 18 | 10 | 6  | 2  | 26   | 13   | +13   |
| 1996 | 6  |    |     |    |   | 18 pts | 16 | 4  | 6  | 6  | 22   | 24   | -2    |

## Elenco atual
Atualizado 13 de março de 2021.
Legenda
- : Capitão